# Maxime Kaltenmark
Max Kaltenmark (11 de noviembre de 1910 - 26 de junio de 2002) fue un sinólogo francés de origen austriaco.
Entre 1949 y 1953 fue director del "Centre d'études sinologiques de Pékin" de la École française d'Extrême-Orient. Posteriormente fue director de estudios en la École pratique des hautes études de París hasta 1979.

## Trabajos
- 1953: Le Lie-Sien Tchouan : biografías légendaires des immortels taoïstes de l'antiquité
- 1965: Lao Tseu et le taoïsme
- 1972: La Philosophie chinoise (Que sais-je?)